# 大谷山22号墳
大谷山22号墳（おおたにやまにじゅうにごうふん）は、和歌山県和歌山市岩橋・鳴神にある古墳。形状は前方後円墳。岩橋千塚古墳群（国の特別史跡、うち大谷山地区）を構成する古墳の1つ。

## 概要
| 古墳名       | 形状         | 規模       | 埋葬施設          | 築造時期    |
| ------------ | ------------ | ---------- | ----------------- | ----------- |
| 花山8号墳    | 帆立貝形古墳 | 墳丘長52m  | 粘土床            | 4c末        |
| 花山10号墳   | 前方後円墳   | 墳丘長44m  | 粘土槨 竪穴式石室 | 5c前半      |
| 花山6号墳    | 前方後円墳   | 墳丘長60m  | 横穴式石室        | 5c末        |
| 大谷山22号墳 | 前方後円墳   | 墳丘長68m  | 岩橋型横穴式石室  | 6c前半      |
| 大日山35号墳 | 前方後円墳   | 墳丘長86m  | 岩橋型横穴式石室  | 6c前半      |
| 天王塚古墳   | 前方後円墳   | 墳丘長88m  | 岩橋型横穴式石室  | 6c中葉      |
| 寺内57号墳   | 円墳         | 直径35-40m | 岩橋型横穴式石室  | 6c後半      |
| 井辺1号墳    | 方墳         | 一辺35m    | 岩橋型横穴式石室  | 6c末-7c初頭 |

和歌山県北西部、紀の川河口部の和歌山平野の岩橋山塊に営造された岩橋千塚古墳群のうち、北西の山塊に築造された古墳である。これまでに数次の発掘調査が実施されている。
墳形は前方後円形で、前方部を西北西方向に向ける。墳丘は盾形の基壇上に2段築成で築造される。墳丘長は約68メートルを測り、和歌山県内では有数の規模になる。墳丘外表では葺石が認められない一方、円筒埴輪列（朝顔形埴輪含む）・形象埴輪（盾形・蓋形・人物形・動物形埴輪）が認められる。特に円筒埴輪はIV群系（紀伊型）・V群系（畿内型）が併存する点が注目される。また墳丘くびれ部には造出状の広い別区がある。埋葬施設は後円部における両袖式横穴式石室で、全長7.8メートルを測る。岩橋千塚古墳群に特徴的な岩橋型横穴式石室で、玄室に石棚・石梁を伴う。そのほか、埴輪以外の出土品として須恵器（MT15-TK10型式）・土師器・弥生土器などがある。築造時期は古墳時代後期の6世紀前半頃と推定される。
古墳域は1988年（昭和63年）に国の特別史跡に指定されている（特別史跡「岩橋千塚古墳群」に追加指定）。

## 遺跡歴
- 1966年（昭和41年）、測量調査・石室内部調査・墳丘発掘調査（和歌山市教育委員会・関西大学、1967年に報告書刊行）[3]。
- 1988年（昭和63年）、国の特別史跡に指定（特別史跡「岩橋千塚古墳群」に追加指定）。
- 2014年度（平成26年度）、測量調査・墳丘発掘調査（和歌山県教育委員会、2016年に報告書刊行）[1]。
- 2016年（平成28年）10月3日、史跡範囲の追加指定[4][5]。

## 墳丘
墳丘の規模は次の通り。
- 墳丘長：約68メートル
- 基壇 - 盾形。
  - 長さ：約80メートル
  - 高さ：約4メートル
- 後円部
  - 直径：1段目34.5-36.5メートル（やや楕円形）、2段目24.5-27.5メートル（楕円形）
  - 高さ：1段目約2.9メートル、2段目約5.1メートル
- 前方部：
  - 長さ：1段目約32.0メートル、2段目約30.0メートル

一部では墳丘構築時から岩盤が露出していた可能性が推定される。

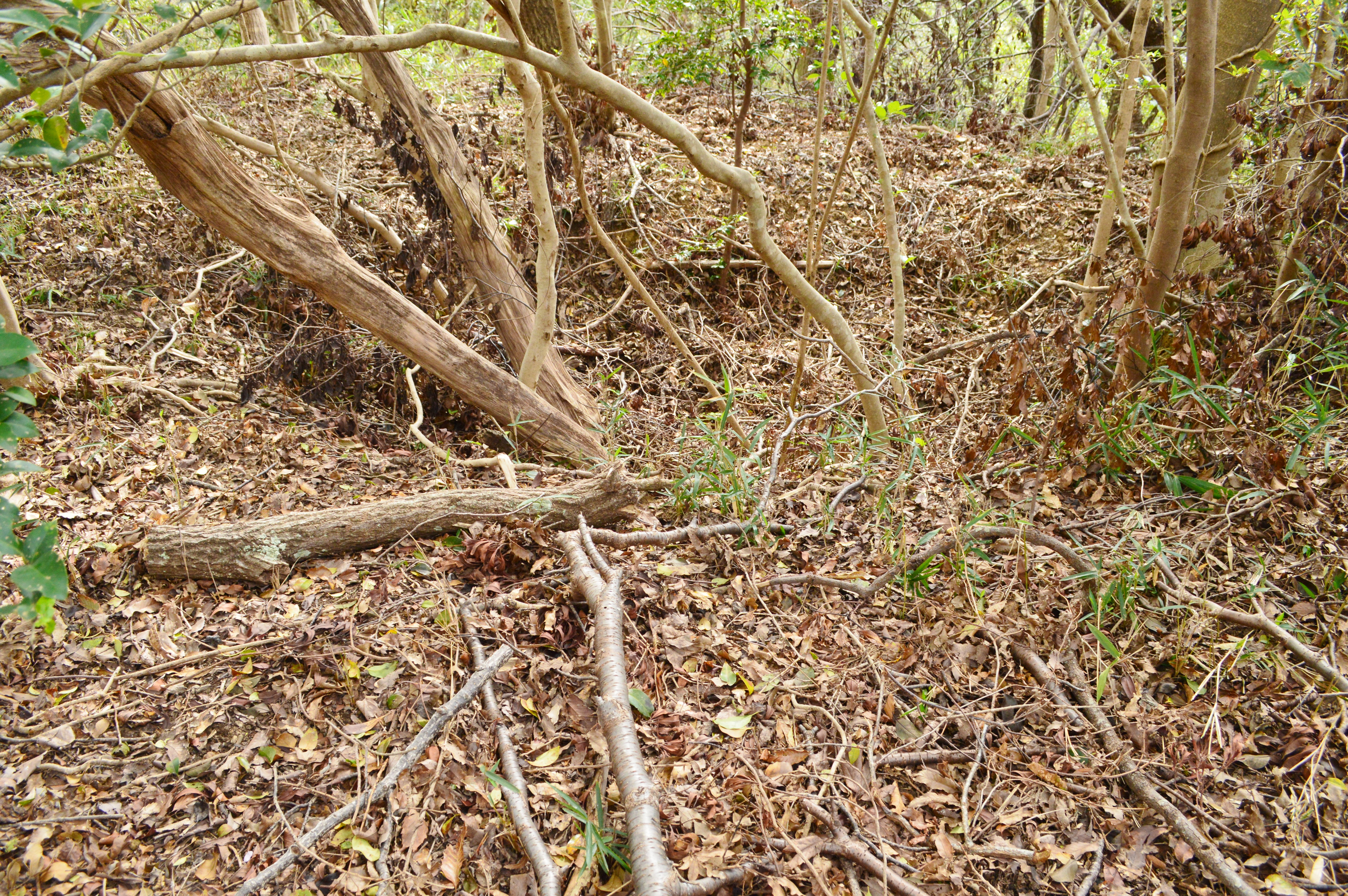
後円部墳頂 中央に陥没坑。
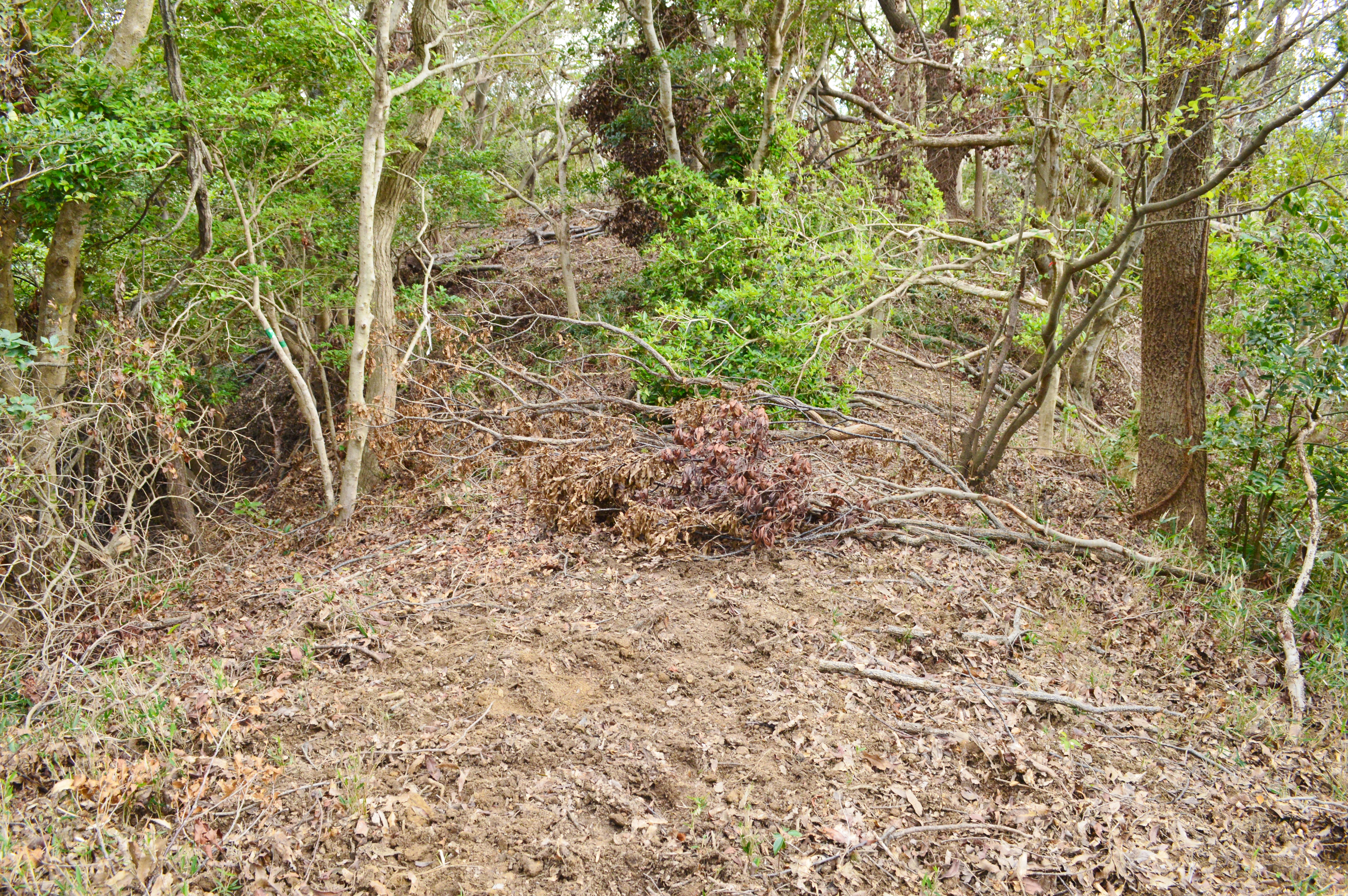
前方部から後円部を望む
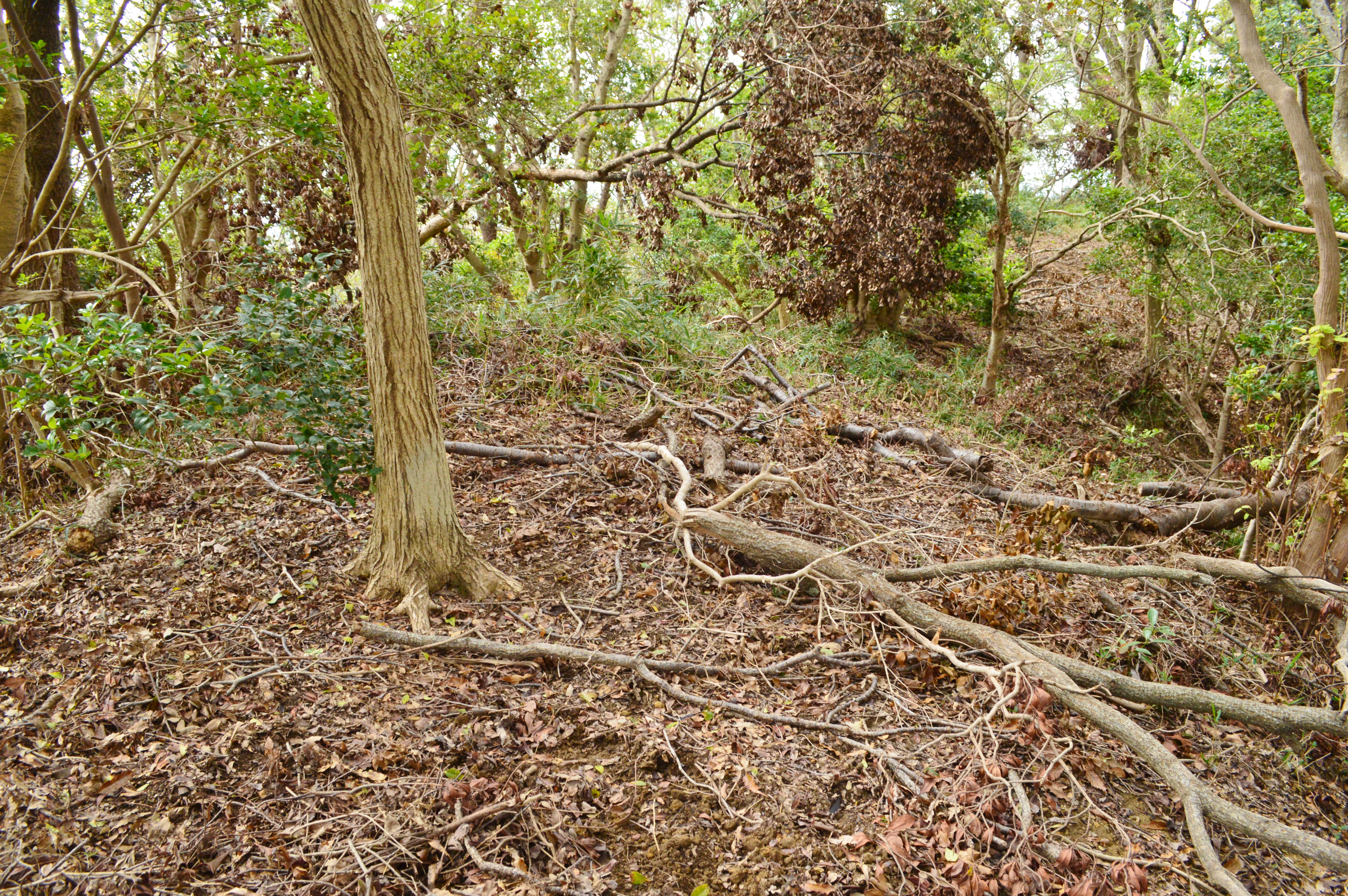
後円部から前方部を望む
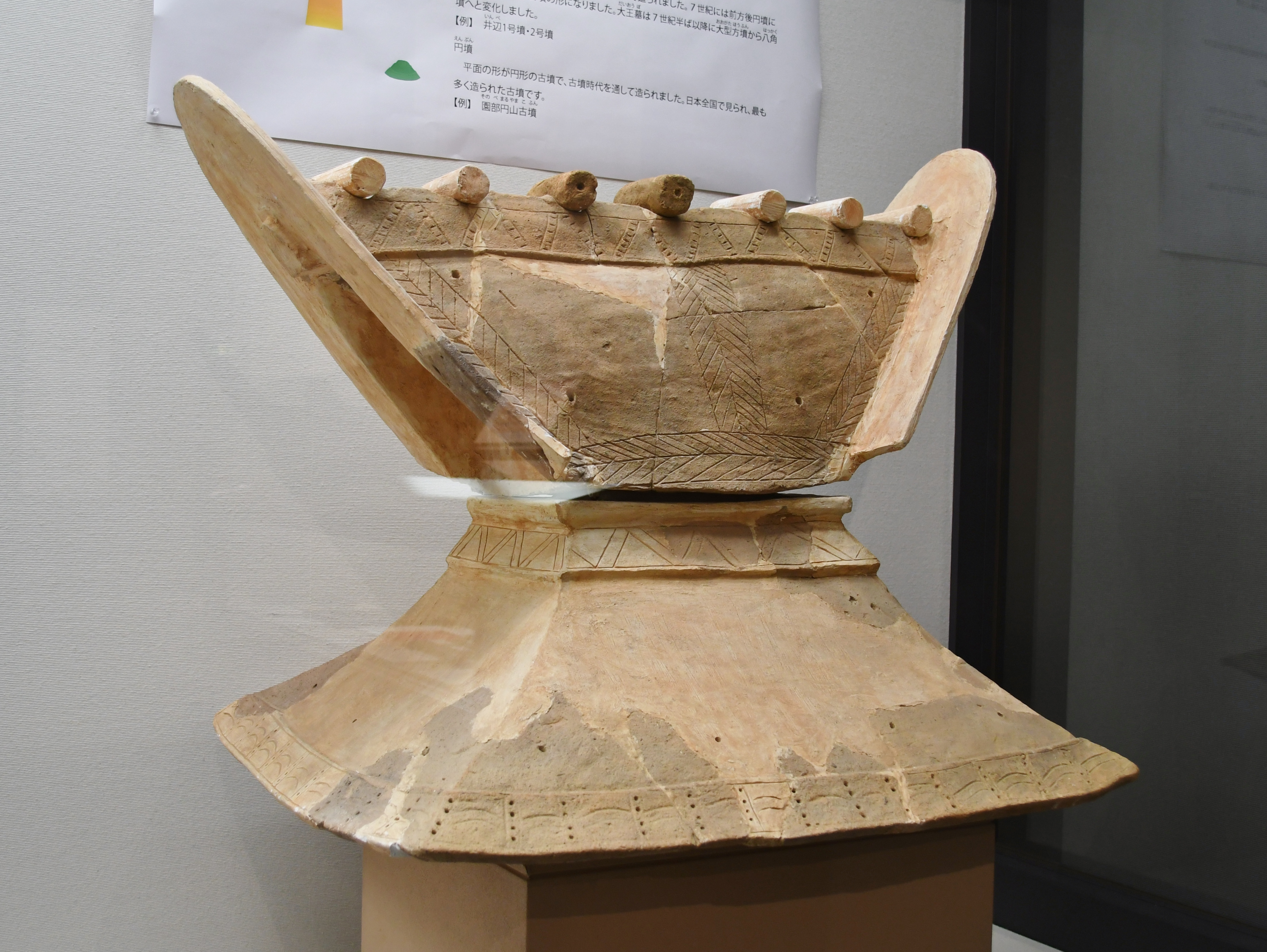
家形埴輪 和歌山市立博物館展示。
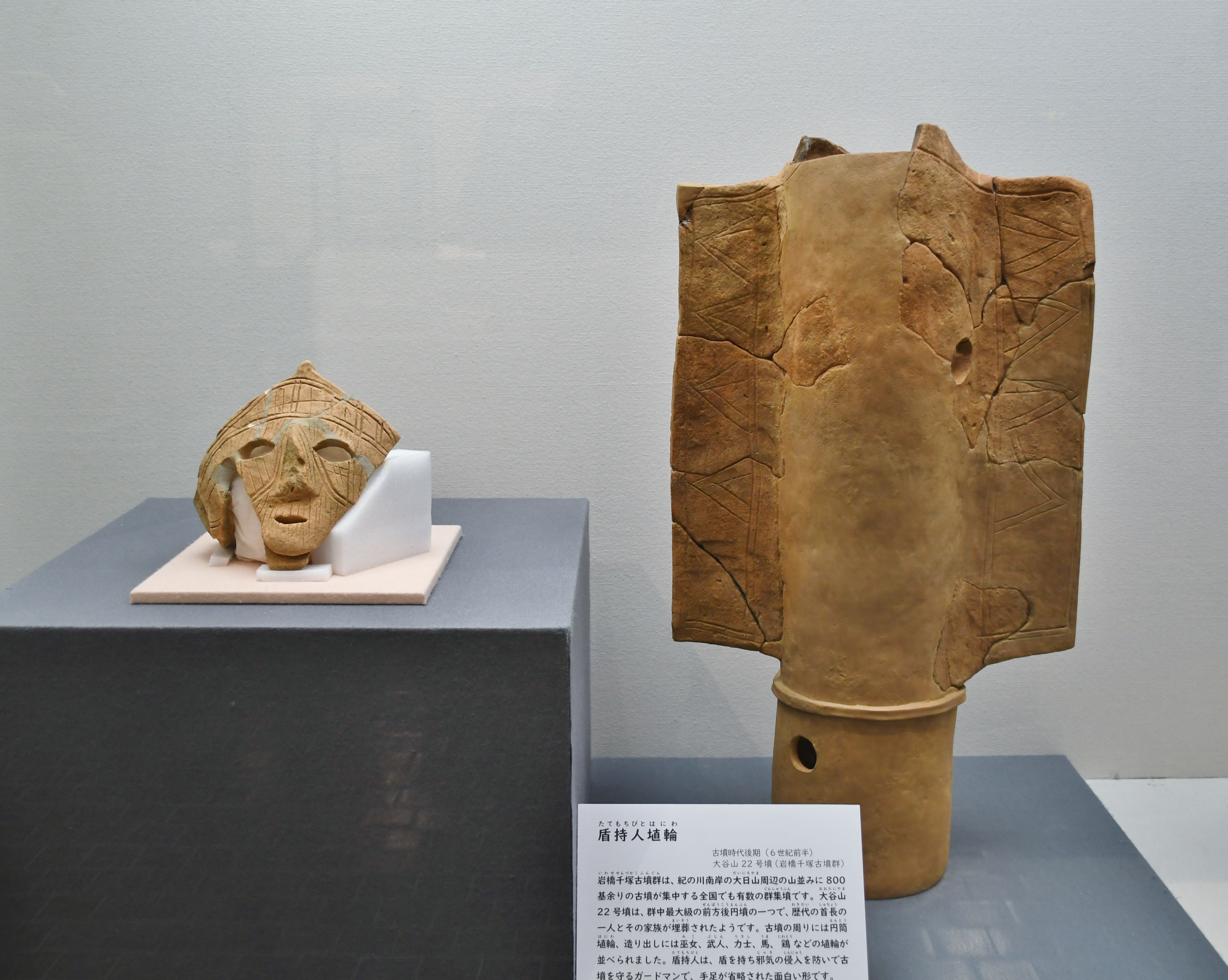
盾持人埴輪 和歌山市立博物館展示。
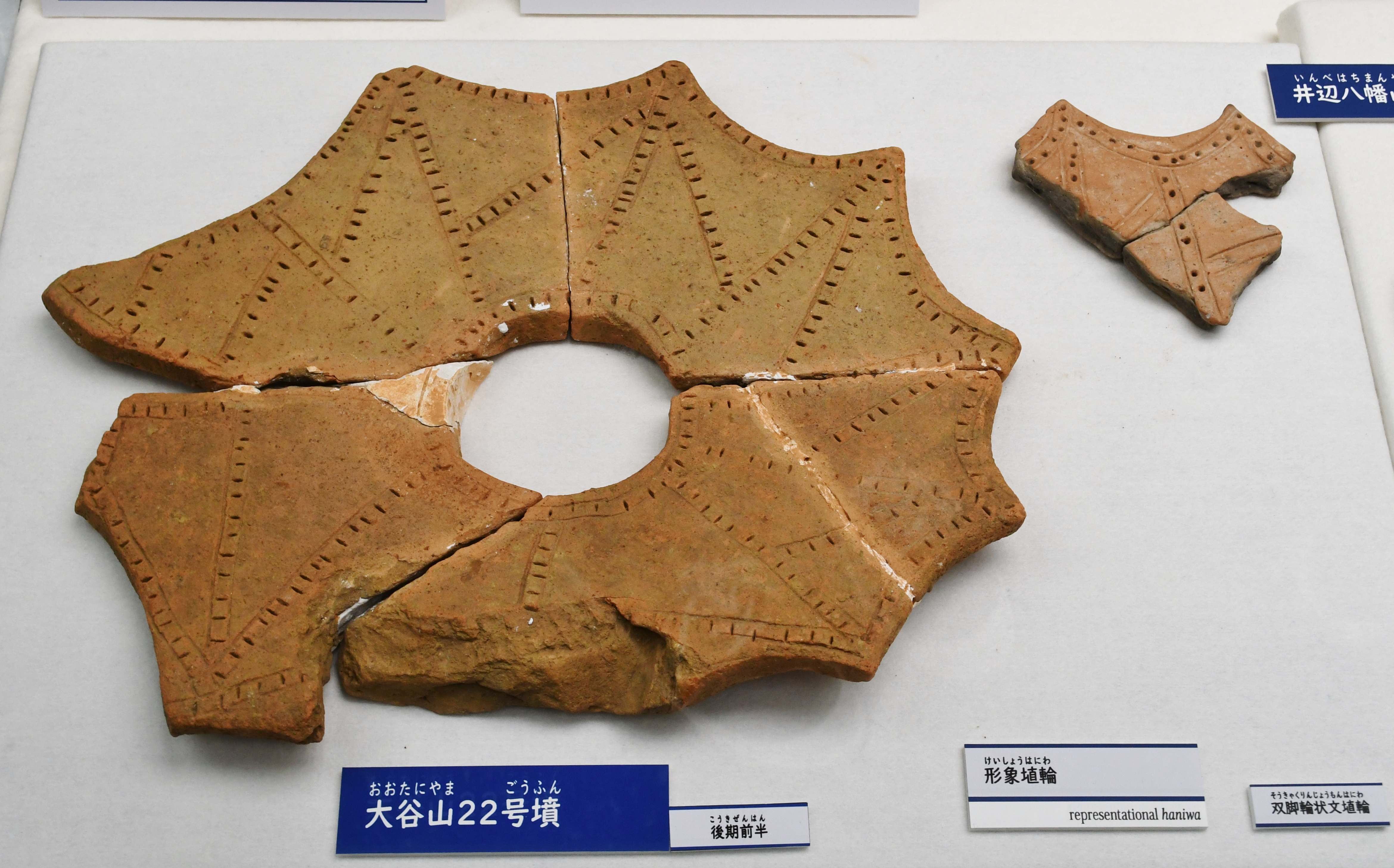
双脚輪状文埴輪 埼玉県立歴史と民俗の博物館特別展時に撮影。
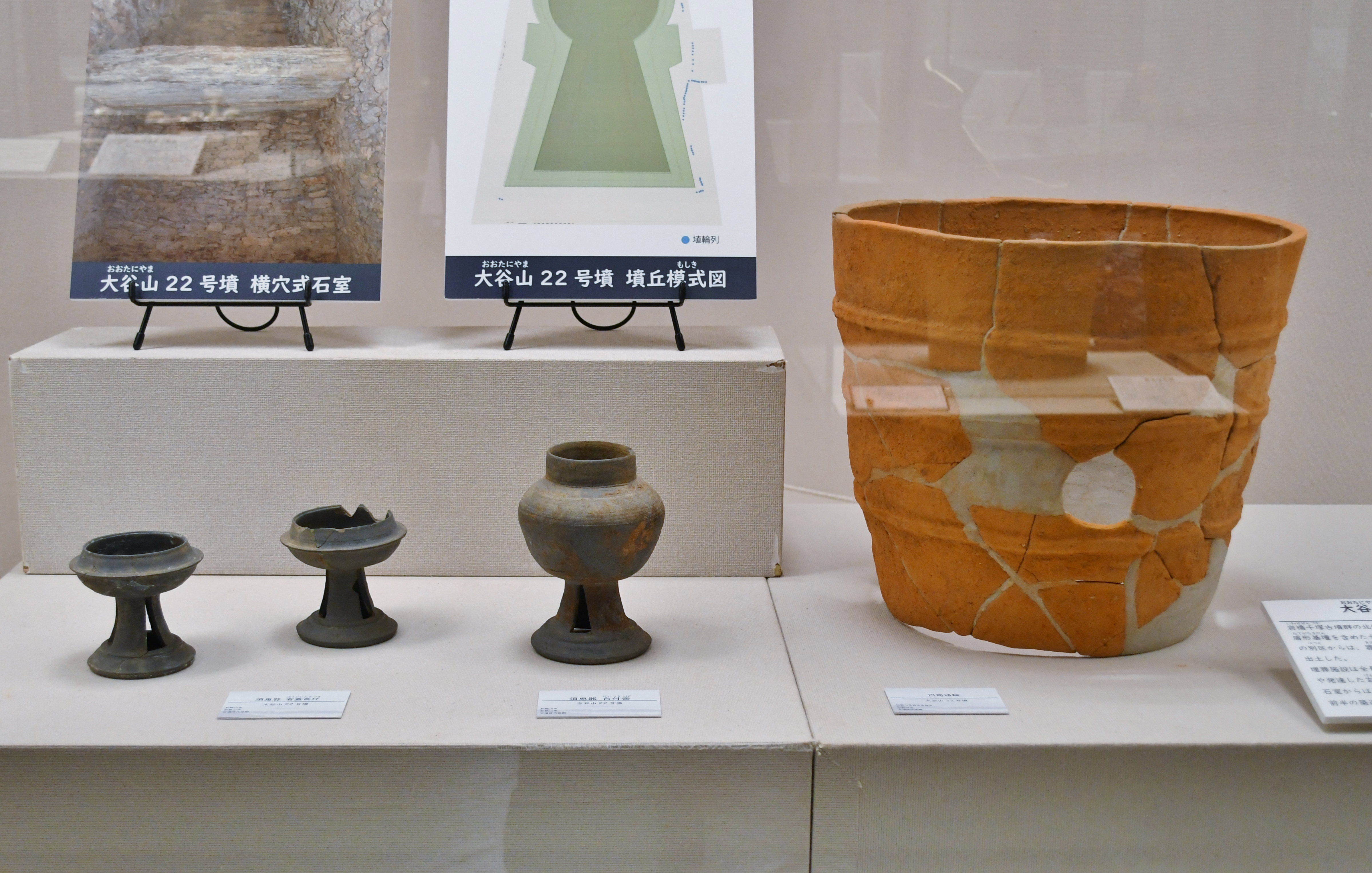
円筒埴輪・須恵器 和歌山県立紀伊風土記の丘企画展示時に撮影。

## 埋葬施設
埋葬施設としては後円部において両袖式横穴式石室が構築されており、墳丘主軸と直交して南方向に開口する。石室の規模は次の通り。
- 石室全長：7.8メートル
- 玄室：長さ4.1メートル、幅2.5メートル、高さ3.15メートル（石棚高さ1.7-2.05メートル）
- 玄室前道（通廊）：長さ0.5メートル、幅0.9メートル
- 羨道：長さ3.4メートル、幅1.2メートル

羨道部は玄室の東寄りに接続し、西側の袖が広い片袖傾向の平面形である。石室の石材は結晶片岩。玄室には石棚（1箇所2枚）・石梁1本を伴い、岩橋千塚古墳群で特徴的な岩橋型横穴式石室になるが、岩橋型全体としては成立期で天井高は発達段階である。玄室床面には玉石を敷き詰めたと見られる。

## 関連施設
- 和歌山県立紀伊風土記の丘（和歌山市岩橋） - 大谷山22号墳の出土品を保管。
- 和歌山市立博物館（和歌山市湊本町） - 大谷山22号墳の出土品を保管・展示。

## 関連文献
（記事執筆に使用していない関連文献）
- 丹野拓・米田文孝『紀国造家の実像をさぐる 岩橋千塚古墳群（シリーズ「遺跡を学ぶ」126）』新泉社、2018年。ISBN 9784787718365。